# 은화자유주조

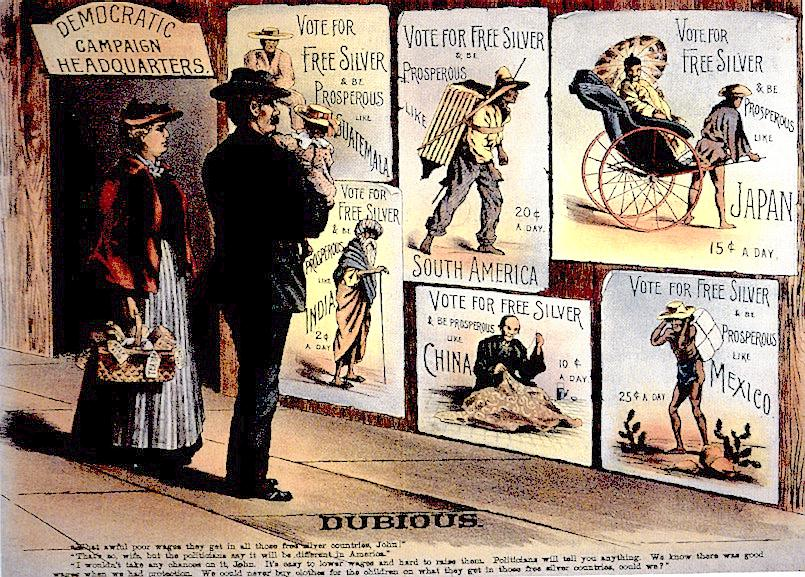
은화자유주조를 공격하는 공화당 포스터.

은화자유주조(銀貨自由鑄造, 영어: free silver)는 19세기 미국의 주요 정책 쟁점이었다. '은화 자유주조 운동가'(silverites)들은 금본위제에 반대하고 "은화의 무제한 발행"을 이용한 통화팽창적 통화정책을 지지했다. 그들은 은화 16닢이 금화 1닢에 해당하는 복본위제를 주장했다. 당대 은과 금의 실제 교환비는 32대 1이었기 때문에 대부분의 경제학자들은 은의 가치가 하락함으로 인해 시중에 돌아다니는 금의 양이 급증할 것이라고 경고했다. 은화자유주조는 물가 상승을 초래할 것이라는 데는 모든 이들이 동의했다. 문제는 그 결과가 긍정적일 것이냐는 여부였다. 은화자유주조 관련 논의는 경제가 심한 침체에 빠졌던 1893년 공황으로 인하여 1893년에서 1896년 사이에 절정에 달했다. 이 당시 물가는 하락(디플레이션)했고, 실업률은 높았으며 농민들은 고통에 빠져 있었다.
작물의 가격이 똥값으로 떨어져 고통받던 농민들은 물가상승을 원했지만, 동북부의 철도회사, 공장주, 자본가, 사업가들은 디플레이션으로 이득을 보았기에 은화자유주조 및 그에 따른 예측불가한 경제팽창에 반대하고 안정적인 금본위제를 지지했다. 이런 이유로 은화자유주조는 중서부 밀 농업지대와 남부 목화 농업지대의 농민들에게 예상 외의 큰 호응을 얻었다. 반면 중동부 옥수수 농업지대의 농민들은 거의 지지하지 않았다. 은화자유주조는 1896년과 1900년 대선의 민주당 내부 경선에서 주요 쟁점으로 떠올랐고, 그 지도자는 윌리엄 제닝스 브라이언이었다. 1896년 선거에서는 인민당이 브라이언과 은화자유주조운동을 지지했다. 그러나 은화자유주조 지지자들은 주요 선거에서 모두 패배했고, 1896년 이후 미국 경제는 금본위제로 굳어졌다.
은화자유주조는 은화를 통화에서 제외한 1873년 통화법에서 비롯되었으며, 통화법 반대자들은 이것을 "1873년의 범죄(Crime of '73)"라고 불렀다. 1896년 이후 금본위제가 굳어졌음에도 은화자유주조운동은 연방준비제도가 완전히 확립된 1913년까지 지속되었다.

## 같이 보기
- 그레셤의 법칙
- 인플레이션